# KVC Westerlo in het seizoen 2016/17
Hier vindt men de wedstrijden, transfers en statistieken van KVC Westerlo in het seizoen 2016/17. De club degradeerde na afloop van het seizoen naar eerste klasse B.

## Spelerskern
| Nr.           | Naam                 | Nationaliteit      | Geboortedatum | Vorige club                |
| ------------- | -------------------- | ------------------ | ------------- | -------------------------- |
| Keepers       |                      |                    |               |                            |
| 1             | Kristof Van Hout     | België             | 09-02-1987    | KRC Genk                   |
| 26            | Yannick Verbist      | België             | 22-06-1998    | /                          |
| 30            | Koen Van Langendonck | België             | 09-06-1989    | K. Beerschot AC            |
| Verdedigers   |                      |                    |               |                            |
| 2             | Mitch Apau           | Nederland          | 27-04-1990    | RKC Waalwijk               |
| 3             | Filip Daems          | België             | 31-10-1978    | Borussia Mönchengladbach   |
| 5             | Alessio Alessandro   | België             | 19-04-1996    | /                          |
| 16            | Jordan Mustoe        | Engeland           | 28-01-1991    | Accrington Stanley FC      |
| 17            | Kenneth Schuermans   | België             | 25-05-1991    | Verbroedering Maasmechelen |
| 19            | Daniel Christensen   | Denemarken         | 19-09-1988    | Aarhus GF                  |
| 22            | Gilles Ruyssen       | België             | 18-06-1994    | AA Gent                    |
| 24            | Michaël Heylen       | België             | 03-01-1994    | RSC Anderlecht             |
| 42            | Junior Oto'o         | Gabon              | 23-05-1994    | SC Braga                   |
| 44            | Hervé Matthys        | België             | 19-01-1996    | RSC Anderlecht             |
| 73            | Nemanja Miletic      | Servië             | 16-01-1991    | FK Vojvodina               |
| Middenvelders |                      |                    |               |                            |
| 6             | Robin Henkens        | België             | 12-09-1988    | KVRS Waasland - SK Beveren |
| 8             | Maxime Annys         | België             | 24-07-1986    | Lokomotivi Tbilisi         |
| 11            | Khaleem Hyland       | Trinidad en Tobago | 05-06-1989    | KRC Genk                   |
| 18            | Daan Heymans         | België             | 15-06-1999    | /                          |
| 28            | Nicolas Rommens      | België             | 17-12-1994    | KFC Dessel Sport           |
| 29            | Yoni Buyens          | België             | 10-03-1988    | KRC Genk                   |
| Aanvallers    |                      |                    |               |                            |
| 9             | Elton Acolatse       | Nederland          | 25-07-1995    | AFC Ajax                   |
| 10            | Benji De Ceulaer     | België             | 19-12-1983    | KRC Genk                   |
| 35            | Silvère Ganvoula     | Congo-Brazzaville  | 22-06-1996    | Elazığspor                 |
| 97            | Carlos Strandberg    | Zweden             | 14-04-1996    | Club Brugge                |
|               | Marko Nikolic        | Zweden             | 17-09-1997    | AIK Solna                  |

## Oefenwedstrijden
Hieronder een overzicht van de oefenwedstrijden die KVC Westerlo in de aanloop naar het seizoen 2016/17 zal spelen.
| Datum      | Thuis/Uit | Tegenstander       | Score | Doelpuntenmaker(s) KVC Westerlo                                         |
| ---------- | --------- | ------------------ | ----- | ----------------------------------------------------------------------- |
| 25-06-2016 | Uit       | KFC Houtvenne      | 1 - 6 | Molenberghs, Ganvoula, Manias, Henkens, Njengo, Adukor                  |
| 29-06-2016 | Uit       | FV Ottersweier     | 0 - 8 | MacDonald, Adukor, Višņakovs (2x), Njengo (2x), De Ceulaer, Verschueren |
| 02-07-2016 | Uit       | Svelta Melsele     | 3 - 5 | Henkens, Manias (2x), Molenberghs, Verschueren                          |
| 06-07-2016 | Uit       | Cercle Brugge      | 3 - 1 | De Ceulaer                                                              |
| 08-07-2016 | Uit       | KSV Roeselare      | 1 - 0 |                                                                         |
| 13-07-2016 | Thuis     | Olympiakos Piraeus | 2 - 3 | Ganvoula, De Ceulaer                                                    |
| 16-07-2016 | Uit       | K. Lierse SK       | 2 - 0 |                                                                         |
| 19-07-2016 | Thuis     | Zulte Waregem      | 1 - 1 | De Ceulaer                                                              |
| 23-07-2016 | Uit       | OH Leuven          | 2 - 2 | De Ceulaer, Acolatse                                                    |

## Jupiler Pro League

### Reguliere Competitie

#### Wedstrijden
| Jupiler Pro League |                                                                                      |                                                         |                                     |                                                        | |                                                   |
| Speeldag           | Wedstrijddetails                                                                     | Thuisploeg                                              | Uitslag                             | Uitploeg                                               | Opstelling | Kaarten                                           |
| Heenronde          |                                                                                      |                                                         |                                     |                                                        | |                                                   |
| 1                  | 31 juli 2016 14:30 't Kuipje Westerlo Ref: Bart Vertenten                            | KVC Westerlo                                            | 2 - 2                               | Standard                                               | Van Langendonck Apau, Schuermans, Daems, Mustoe Molenberghs, Henkens (86' Matthys), Hyland De Ceulaer (78' Rommens), Ganvoula, Acolatse (63' Annys)       | 43' Molenberghs 45+2' Henkens 88' Annys           |
| 1                  | 31 juli 2016 14:30 't Kuipje Westerlo Ref: Bart Vertenten                            | 32' Acolatse 45+1' Ganvoula                             | 0 - 1 1 - 1 2 - 1 2 - 2             | 6' Santini 90' Legear                                  | Van Langendonck Apau, Schuermans, Daems, Mustoe Molenberghs, Henkens (86' Matthys), Hyland De Ceulaer (78' Rommens), Ganvoula, Acolatse (63' Annys)       | 43' Molenberghs 45+2' Henkens 88' Annys           |
| 2                  | 7 augustus 2016 14:30 Daknamstadion Lokeren Ref: Frederik Geldhof                    | SC Lokeren                                              | 3 - 0                               | KVC Westerlo                                           | Van Langendonck Apau, Schuermans, Daems, Matthys Molenberghs (RUST Ruyssen), Henkens (70' Heymans), Hyland De Ceulaer, Ganvoula, Acolatse (76' Manias)    | 45' Schuermans 48' Acolatse 89' Ruyssen           |
| 2                  | 7 augustus 2016 14:30 Daknamstadion Lokeren Ref: Frederik Geldhof                    | 27' De Sutter 45+1' Maric (pen) 83' Bolbat              | 1 - 0 2 - 0 3 - 0                   |                                                        | Van Langendonck Apau, Schuermans, Daems, Matthys Molenberghs (RUST Ruyssen), Henkens (70' Heymans), Hyland De Ceulaer, Ganvoula, Acolatse (76' Manias)    | 45' Schuermans 48' Acolatse 89' Ruyssen           |
| 3                  | 13 augustus 2016 20:00 't Kuipje Westerlo Ref: Nathan Verboomen                      | KVC Westerlo                                            | 1 - 2                               | KAS Eupen                                              | Van Langendonck Apau, Ruyssen, Daems, Matthys Molenberghs (RUST Manias), Henkens (62' Annys), Hyland De Ceulaer, Ganvoula, Acolatse (74' Lanini)          | 35' Hyland 44' De Ceulaer                         |
| 3                  | 13 augustus 2016 20:00 't Kuipje Westerlo Ref: Nathan Verboomen                      | 78' Manias                                              | 0 - 1 1 - 1 1 - 2                   | 10' Taulemesse 81' Onyekuru                            | Van Langendonck Apau, Ruyssen, Daems, Matthys Molenberghs (RUST Manias), Henkens (62' Annys), Hyland De Ceulaer, Ganvoula, Acolatse (74' Lanini)          | 35' Hyland 44' De Ceulaer                         |
| 4                  | 21 augustus 2016 20:00 Ghelamco Arena Gent Ref: Christof Dierick                     | AA Gent                                                 | 4 - 2                               | KVC Westerlo                                           | Van Langendonck Apau, Schuermans, Daems, Mustoe Annys (83' Rommens), Henkens (77' Manias), Hyland De Ceulaer, Ganvoula, Molenberghs(74' Acolatse)         | 64' Annys 85' Acolatse 86' Van Langendonck        |
| 4                  | 21 augustus 2016 20:00 Ghelamco Arena Gent Ref: Christof Dierick                     | 47' Perbet 69' Perbet 76' Milicevic 87' Saief (pen)     | 0 - 1 1 - 1 2 - 1 3 - 1 4 - 1 4 - 2 | 22' Daems 88' Acolatse                                 | Van Langendonck Apau, Schuermans, Daems, Mustoe Annys (83' Rommens), Henkens (77' Manias), Hyland De Ceulaer, Ganvoula, Molenberghs(74' Acolatse)         | 64' Annys 85' Acolatse 86' Van Langendonck        |
| 5                  | 27 augustus 2016 20:00 't Kuipje Westerlo Ref: Luc Wouters                           | KVC Westerlo                                            | 1 - 2                               | KV Mechelen                                            | Van Langendonck Apau, Schuermans, Daems (55' Ruyssen), Mustoe Annys (57' Buyens), Henkens, Hyland De Ceulaer, Ganvoula, Molenberghs(76' Acolatse)         | 52' Annys 90+5' Ganvoula                          |
| 5                  | 27 augustus 2016 20:00 't Kuipje Westerlo Ref: Luc Wouters                           | 34' Ganvoula                                            | 1 - 0 1 - 1 1 - 2                   | 45+1' Croizet 83' Rits                                 | Van Langendonck Apau, Schuermans, Daems (55' Ruyssen), Mustoe Annys (57' Buyens), Henkens, Hyland De Ceulaer, Ganvoula, Molenberghs(76' Acolatse)         | 52' Annys 90+5' Ganvoula                          |
| 6                  | 10 september 2016 20:00 Guldensporenstadion Kortrijk Ref: Jonathan Lardot            | KV Kortrijk                                             | 4 - 1                               | KVC Westerlo                                           | Van Langendonck Apau, Daems (63' Schuermans), Miletic, Heylen, Christensen Hyland (58' Lanini), Henkens (58' Rommens), Buyens Acolatse, Manias            | 50' Henkens                                       |
| 6                  | 10 september 2016 20:00 Guldensporenstadion Kortrijk Ref: Jonathan Lardot            | 1' Saadi 16' Saadi 44' Kage 50' Kage                    | 1 - 0 2 - 0 3 - 0 4 - 0 4 - 1       | 87' Schuermans                                         | Van Langendonck Apau, Daems (63' Schuermans), Miletic, Heylen, Christensen Hyland (58' Lanini), Henkens (58' Rommens), Buyens Acolatse, Manias            | 50' Henkens                                       |
| 7                  | 17 september 2016 20:00 't Kuipje Westerlo Ref: Nicolas Laforge                      | KVC Westerlo                                            | 1 - 3                               | Excel Moeskroen                                        | Van Langendonck Apau (61' Daems), Miletic, Heylen, Christensen Hyland, Henkens, Buyens (69' Rommens) Acolatse, Manias, Molenberghs (61' Lanini)           | 29' Henkens 45' Buyens 51' Henkens                |
| 7                  | 17 september 2016 20:00 't Kuipje Westerlo Ref: Nicolas Laforge                      | 22' Manias                                              | 0 - 1 1 - 1 1 - 2 1 - 3             | 13' Stojanovic 27' Trezeguet 60' Simic                 | Van Langendonck Apau (61' Daems), Miletic, Heylen, Christensen Hyland, Henkens, Buyens (69' Rommens) Acolatse, Manias, Molenberghs (61' Lanini)           | 29' Henkens 45' Buyens 51' Henkens                |
| 8                  | 24 september 2016 20:00 Constant Vanden Stockstadion Westerlo Ref: Alexandre Boucaut | RSC Anderlecht                                          | 1 - 2                               | KVC Westerlo                                           | Van Langendonck Apau, Daems, Miletic, Heylen (78' Schuermans), Mustoe Hyland, Annys, Rommens Acolatse (80' Molenberghs), Manias (58' Christensen)         |                                                   |
| 8                  | 24 september 2016 20:00 Constant Vanden Stockstadion Westerlo Ref: Alexandre Boucaut | 83' Hanni                                               | 0 - 1 1 - 1 1 - 2                   | 63' Heylen 85' Rommens                                 | Van Langendonck Apau, Daems, Miletic, Heylen (78' Schuermans), Mustoe Hyland, Annys, Rommens Acolatse (80' Molenberghs), Manias (58' Christensen)         |                                                   |
| 9                  | 1 oktober 2016 20:00 't Kuipje Westerlo Ref: Lawrence Visser                         | KVC Westerlo                                            | 1 - 0                               | Waasland - Beveren                                     | Van Langendonck Apau, Daems, Miletic, Heylen, Mustoe Hyland, Annys, Rommens Acolatse (RUST De Ceulaer), Ganvoula (70' Manias)                             | 20' Mustoe 33' Heylen                             |
| 9                  | 1 oktober 2016 20:00 't Kuipje Westerlo Ref: Lawrence Visser                         | 77' Annys                                               | 1 - 0                               |                                                        | Van Langendonck Apau, Daems, Miletic, Heylen, Mustoe Hyland, Annys, Rommens Acolatse (RUST De Ceulaer), Ganvoula (70' Manias)                             | 20' Mustoe 33' Heylen                             |
| 10                 | 15 oktober 2016 20:00 Stayen Sint-Truiden Ref: Nathan Verboomen                      | STVV                                                    | 2 - 2                               | KVC Westerlo                                           | Van Langendonck Apau, Daems, Miletic, Heylen, Mustoe Henkens (71' Buyens), Annys, Rommens Acolatse (78' Hyland), Manias (RUST Ganvoula)                   | 20' Heylen 28' Rommens 50' Annys 81' Buyens       |
| 10                 | 15 oktober 2016 20:00 Stayen Sint-Truiden Ref: Nathan Verboomen                      | 27' Fernandes 87' Boli                                  | 1 - 0 1 - 1 1 - 2 2 - 2             | 41' Acolatse 69' Ganvoula                              | Van Langendonck Apau, Daems, Miletic, Heylen, Mustoe Henkens (71' Buyens), Annys, Rommens Acolatse (78' Hyland), Manias (RUST Ganvoula)                   | 20' Heylen 28' Rommens 50' Annys 81' Buyens       |
| 11                 | 22 oktober 2016 20:00 't Kuipje Westerlo Ref: Jan Boterberg                          | KVC Westerlo                                            | 0 - 0                               | Sporting Charleroi                                     | Van Langendonck Apau, Daems, Miletic, Heylen, Mustoe Hyland, Annys (17' Buyens), Rommens (89' Christensen) Acolatse (74' Manias), Ganvoula                |                                                   |
| 11                 | 22 oktober 2016 20:00 't Kuipje Westerlo Ref: Jan Boterberg                          |                                                         |                                     |                                                        | Van Langendonck Apau, Daems, Miletic, Heylen, Mustoe Hyland, Annys (17' Buyens), Rommens (89' Christensen) Acolatse (74' Manias), Ganvoula                |                                                   |
| 12                 | 26 oktober 2016 20:00 Jan Breydelstadion Brugge Ref: Jonathan Lardot                 | Club Brugge                                             | 4 - 0                               | KVC Westerlo                                           | Van Langendonck Apau, Daems, Miletic, Christensen (66' Henkens), Mustoe Heylen, Buyens (66' Molenberghs), Hyland Ganvoula, Manias (73' Matthys)           | 34' Ganvoula 70' Hyland 70' Heylen                |
| 12                 | 26 oktober 2016 20:00 Jan Breydelstadion Brugge Ref: Jonathan Lardot                 | 13' Cools 45+1' Vormer 78' Pina 88' Cools               | 1 - 0 2 - 0 3 - 0 4 - 0             |                                                        | Van Langendonck Apau, Daems, Miletic, Christensen (66' Henkens), Mustoe Heylen, Buyens (66' Molenberghs), Hyland Ganvoula, Manias (73' Matthys)           | 34' Ganvoula 70' Hyland 70' Heylen                |
| 13                 | 28 oktober 2016 20:00 Luminus Arena Genk Ref: Erik Lambrechts                        | KRC Genk                                                | 2 - 1                               | KVC Westerlo                                           | Van Langendonck Apau, Daems, Miletic, Mustoe Heylen (59' Buyens), Rommens (76' Molenberghs), Hyland, Annys Ganvoula, Acolatse (76' Henkens)               |                                                   |
| 13                 | 28 oktober 2016 20:00 Luminus Arena Genk Ref: Erik Lambrechts                        | 54' Pozuelo 66' Karelis                                 | 1 - 0 2 - 0 2 - 1                   | 82' Molenberghs                                        | Van Langendonck Apau, Daems, Miletic, Mustoe Heylen (59' Buyens), Rommens (76' Molenberghs), Hyland, Annys Ganvoula, Acolatse (76' Henkens)               |                                                   |
| 14                 | 5 november 2016 20:00 't Kuipje Westerlo Ref: Bram Van Driessche                     | KVC Westerlo                                            | 1 - 2                               | Zulte Waregem                                          | Van Langendonck Apau, Daems, Miletic, Mustoe Heylen (Henkens), Rommens (68' Buyens), Hyland, Annys (82' Molenberghs) Ganvoula, Acolatse                   |                                                   |
| 14                 | 5 november 2016 20:00 't Kuipje Westerlo Ref: Bram Van Driessche                     | 41' Annys                                               | 0 - 1 1 - 1 1 - 2                   | 31' Derijck (pen) 73' De fauw                          | Van Langendonck Apau, Daems, Miletic, Mustoe Heylen (Henkens), Rommens (68' Buyens), Hyland, Annys (82' Molenberghs) Ganvoula, Acolatse                   |                                                   |
| 15                 | 19 november 2016 20:00 Albertparkstadion Oostende Ref: Wim Smet                      | KV Oostende                                             | 5 - 0                               | KVC Westerlo                                           | Van Langendonck Matthys, Ruyssen, Miletic, Mustoe Heylen, Rommens, Molenberghs (64' Acolatse), Christensen (64' Henkens), Annys De Ceulaer                | 4' Miletic 76' De Ceulaer                         |
| 15                 | 19 november 2016 20:00 Albertparkstadion Oostende Ref: Wim Smet                      | 13' Milic 49' Milix 74' Musona 77' Dimata 90+1' Canesin | 1 - 0 2 - 0 3 - 0 4 - 0 5 - 0       |                                                        | Van Langendonck Matthys, Ruyssen, Miletic, Mustoe Heylen, Rommens, Molenberghs (64' Acolatse), Christensen (64' Henkens), Annys De Ceulaer                | 4' Miletic 76' De Ceulaer                         |
| Terugronde         |                                                                                      |                                                         |                                     |                                                        | |                                                   |
| 16                 | 26 november 2016 20:00 Kehrwegstadion Eupen Ref: Serge Gumienny                      | KAS Eupen                                               | 3 - 3                               | KVC Westerlo                                           | Van Langendonck Daems, Miletic, Mustoe, Schuermans Heylen, Buyens, Rommens, Hyland (38' Annys) Ganvoula, De Ceulaer (88' Henkens)                         | 51' Annys 63' Heylen                              |
| 16                 | 26 november 2016 20:00 Kehrwegstadion Eupen Ref: Serge Gumienny                      | 2' Lazare 20' Bassey 47' Onyekuru                       | 1 - 0 1 - 1 2 - 1 2 - 2 3 - 2 3 - 3 | 11' Ganvoula 31' Buyens 54' De Ceulaer                 | Van Langendonck Daems, Miletic, Mustoe, Schuermans Heylen, Buyens, Rommens, Hyland (38' Annys) Ganvoula, De Ceulaer (88' Henkens)                         | 51' Annys 63' Heylen                              |
| 17                 | 3 december 2015 20:00 't Kuipje Westerlo Ref: Christof Dierick                       | KVC Westerlo                                            | 0 - 0                               | AA Gent                                                | Van Langendonck Apau, Daems, Miletic, Schuermans, Matthys (83' Ruyssen) Heylen, Rommens, Buyens (74' Henkens) Ganvoula, Acolatse (74' Molenberghs)        | 35' Matthys 61' Heylen 83' Daems                  |
| 17                 | 3 december 2015 20:00 't Kuipje Westerlo Ref: Christof Dierick                       |                                                         |                                     |                                                        | Van Langendonck Apau, Daems, Miletic, Schuermans, Matthys (83' Ruyssen) Heylen, Rommens, Buyens (74' Henkens) Ganvoula, Acolatse (74' Molenberghs)        | 35' Matthys 61' Heylen 83' Daems                  |
| 18                 | 11 december 2016 20:00 Sclessin Luik Ref: Wim Smet                                   | Standard                                                | 3 - 1                               | KVC Westerlo                                           | Van Hout Molenberghs (70' Manias), Daems, Miletic, Mustoe, Schuermans Buyens, Rommens, Hyland Ganvoula, Acolatse                                          | 64' Schuermans 67' Miletic                        |
| 18                 | 11 december 2016 20:00 Sclessin Luik Ref: Wim Smet                                   | 8 ' Sa (pen) 16' Laifis 75' Mbenza                      | 1 - 0 2 - 0 3 - 0 3 - 1             | 90+2' Hyland                                           | Van Hout Molenberghs (70' Manias), Daems, Miletic, Mustoe, Schuermans Buyens, Rommens, Hyland Ganvoula, Acolatse                                          | 64' Schuermans 67' Miletic                        |
| 19                 | 17 december 2016 20:00 't Kuipje Westerlo Ref: Bart Vertenten                        | KVC Westerlo                                            | 1 - 3                               | SC Lokeren                                             | Van Hout Apau, Daems, Schuermans, Mustoe Heylen, Rommens (87' Manias), Hyland, Molenberghs (64' Buyens) Ganvoula, Acolatse                                | 68' Apau 85' Acolatse                             |
| 19                 | 17 december 2016 20:00 't Kuipje Westerlo Ref: Bart Vertenten                        | 28' Acolatse                                            | 1 - 0 1 - 1 1 - 2 1 - 3             | 48' De Sutter 75' Terki 79' De Ridder                  | Van Hout Apau, Daems, Schuermans, Mustoe Heylen, Rommens (87' Manias), Hyland, Molenberghs (64' Buyens) Ganvoula, Acolatse                                | 68' Apau 85' Acolatse                             |
| 20                 | 20 december 2016 20:30 Le Canonnier Moeskroen Ref: Nicolas Laforge                   | Excel Moeskroen                                         | 0 - 0                               | KVC Westerlo                                           | Van Langendonck Henkens, Daems, Christensen, Ruyssen Heylen, Rommens, Hyland, Buyens Ganvoula, Acolatse                                                   | 51' Daems 80' Rommens 87' Heylen                  |
| 20                 | 20 december 2016 20:30 Le Canonnier Moeskroen Ref: Nicolas Laforge                   |                                                         |                                     |                                                        | Van Langendonck Henkens, Daems, Christensen, Ruyssen Heylen, Rommens, Hyland, Buyens Ganvoula, Acolatse                                                   | 51' Daems 80' Rommens 87' Heylen                  |
| 21                 | 26 december 2016 14:30 't Kuipje Westerlo Ref: Joeri Van de Velde                    | KVC Westerlo                                            | 4 - 1                               | KV Kortrijk                                            | Van Langendonck Henkens (75' Schuermans), Daems, Christensen, Ruyssen Heylen, Rommens, Hyland, Buyens Ganvoula (89' Manias), Acolatse (90+1' Molenberghs) | 41' Rommens 43' Hyland                            |
| 21                 | 26 december 2016 14:30 't Kuipje Westerlo Ref: Joeri Van de Velde                    | 2' Ganvoula 45+1' Ganvoula 62' Rommens 88' Daems        | 1 - 0 1 - 1 2 - 1 3 - 1 4 - 1       | De Smet (pen)                                          | Van Langendonck Henkens (75' Schuermans), Daems, Christensen, Ruyssen Heylen, Rommens, Hyland, Buyens Ganvoula (89' Manias), Acolatse (90+1' Molenberghs) | 41' Rommens 43' Hyland                            |
| 22                 | 22 januari 2017 20:00 Achter de Kazerne Mechelen Ref: Jonathan Lardot                | KV Mechelen                                             | 1 - 2                               | KVC Westerlo                                           | Van Langendonck Henkens, Daems, Christensen, Miletic (74' Apau) Heylen, Rommens, Hyland, Buyens (85' Ruyssen) Ganvoula (88' Strandberg), Acolatse         | 60' Hyland 70' Miletic 77' Ganvoula 90+4' Ruyssen |
| 22                 | 22 januari 2017 20:00 Achter de Kazerne Mechelen Ref: Jonathan Lardot                | 36' Kolovos                                             | 0 - 1 1 - 1 1 - 2                   | 14' Rommens 89' Hyland                                 | Van Langendonck Henkens, Daems, Christensen, Miletic (74' Apau) Heylen, Rommens, Hyland, Buyens (85' Ruyssen) Ganvoula (88' Strandberg), Acolatse         | 60' Hyland 70' Miletic 77' Ganvoula 90+4' Ruyssen |
| 23                 | 25 Januari 2017 20:30 't Kuipje Westerlo Ref: Alexandre Boucaut                      | KVC Westerlo                                            | 2 - 4                               | RSC Anderlecht                                         | Van Langendonck Henkens (RUST Rommens), Daems, Christensen, Miletic (84' Apau) Heylen, Hyland, Buyens Ganvoula, Strandberg, Acolatse                      |                                                   |
| 23                 | 25 Januari 2017 20:30 't Kuipje Westerlo Ref: Alexandre Boucaut                      | 10' Strandberg 60' Ganvoula                             | 0 - 1 1 - 1 1 - 2 1 - 3 1 - 4 2 - 4 | 7' Teodorczyk 15' Stanciu 45' Dendoncker 49' Tielemans | Van Langendonck Henkens (RUST Rommens), Daems, Christensen, Miletic (84' Apau) Heylen, Hyland, Buyens Ganvoula, Strandberg, Acolatse                      |                                                   |
| 24                 | 28 januari 2017 20:00 Freethiel Beveren Ref: Erik Lambrechts                         | Waasland-Beveren                                        | 0 - 0                               | KVC Westerlo                                           | Van Langendonck Henkens (RUST Strandberg), Daems, Christensen (87' Ruyssen), Miletic Heylen, Rommens, Hyland, Buyens Ganvoula, Acolatse (85' Nikolic)     | 52' Heylen                                        |
| 24                 | 28 januari 2017 20:00 Freethiel Beveren Ref: Erik Lambrechts                         |                                                         |                                     |                                                        | Van Langendonck Henkens (RUST Strandberg), Daems, Christensen (87' Ruyssen), Miletic Heylen, Rommens, Hyland, Buyens Ganvoula, Acolatse (85' Nikolic)     | 52' Heylen                                        |
| 25                 | 5 februari 2017 20:00 't Kuipje Westerlo Ref: Christof Dierick                       | KVC Westerlo                                            | 1 - 0                               | STVV                                                   | Van Langendonck Daems, Christensen, Miletic Heylen, Rommens, Hyland, Buyens Ganvoula, Acolatse (90+2' Henkens), Strandberg (86' Schuermans)               |                                                   |
| 25                 | 5 februari 2017 20:00 't Kuipje Westerlo Ref: Christof Dierick                       | 82' Acolatse                                            | 1 - 0                               |                                                        | Van Langendonck Daems, Christensen, Miletic Heylen, Rommens, Hyland, Buyens Ganvoula, Acolatse (90+2' Henkens), Strandberg (86' Schuermans)               |                                                   |
| 26                 | 11 februari 2017 20:00 Stade du Pays de Charleroi Charleroi Ref: Lawrence Visser     | Sporting Charleroi                                      | 2 - 1                               | KVC Westerlo                                           | Van Langendonck Apau, Daems, Christensen, Miletic Heylen, Rommens, Hyland, Buyens Ganvoula (86' Strandberg), Acolatse (76' Henkens)                       | 60' Acolatse                                      |
| 26                 | 11 februari 2017 20:00 Stade du Pays de Charleroi Charleroi Ref: Lawrence Visser     | 74' Marcq 87' Benavente                                 | 0 - 1 1 - 1 1 - 2                   | 40' Acolatse                                           | Van Langendonck Apau, Daems, Christensen, Miletic Heylen, Rommens, Hyland, Buyens Ganvoula (86' Strandberg), Acolatse (76' Henkens)                       | 60' Acolatse                                      |
| 27                 | 17 februari 2017 20:30 't Kuipje Westerlo Ref: Jonathan Lardot                       | KVC Westerlo                                            | 1 - 2                               | Club Brugge                                            | Van Langendonck Miletic, Heylen, Daems, Christensen Annys (77' Apau), Hyland, Rommens (80' Ruyssen), Acolatse Ganvoula, De Ceulaer (65' Buyens)           |                                                   |
| 27                 | 17 februari 2017 20:30 't Kuipje Westerlo Ref: Jonathan Lardot                       | 16' Ganvoula                                            | 1 - 0 1 - 1 1 - 2                   | 72' Miletic (o.g.) 83' Vanaken                         | Van Langendonck Miletic, Heylen, Daems, Christensen Annys (77' Apau), Hyland, Rommens (80' Ruyssen), Acolatse Ganvoula, De Ceulaer (65' Buyens)           |                                                   |
| 28                 | 25 februari 2017 20:30 't Kuipje Westerlo Ref: Nicolas Laforge                       | KVC Westerlo                                            | 0 - 4                               | KV Oostende                                            | Van Langendonck Miletić (77' Apau), Heylen, Daems, Christensen Hyland, Annys (77' Henkens), Rommens (46' Strandberg) Acolatse, De Ceulaer, Ganvoula       | 41' Annys 81' De Ceulaer                          |
| 28                 | 25 februari 2017 20:30 't Kuipje Westerlo Ref: Nicolas Laforge                       |                                                         | 0 - 1 0 - 2 0 - 3 0 - 4             | 52' Dimata 76' Musona 80' Jonckheere 90' Marusic       | Van Langendonck Miletić (77' Apau), Heylen, Daems, Christensen Hyland, Annys (77' Henkens), Rommens (46' Strandberg) Acolatse, De Ceulaer, Ganvoula       | 41' Annys 81' De Ceulaer                          |
| 29                 | 4 maart 2017 20:00 Regenboogstadion Waregem Ref: Bram Van Driessche                  | Zulte Waregem                                           | 2 - 2                               | KVC Westerlo                                           | Van Langendonck Apau, Heylen, Schuermans, Daems, Christensen Hyland, Rommens, Annys (86' Buyens) Ganvoula (80' Strandberg), De Ceulaer (76' Acolatse)     |                                                   |
| 29                 | 4 maart 2017 20:00 Regenboogstadion Waregem Ref: Bram Van Driessche                  | 44' Cordaro 90+2' Coopman                               | 0 - 1 1 - 1 1 - 2 2 - 2             | 12' De Ceulaer 52' Ganvoula                            | Van Langendonck Apau, Heylen, Schuermans, Daems, Christensen Hyland, Rommens, Annys (86' Buyens) Ganvoula (80' Strandberg), De Ceulaer (76' Acolatse)     |                                                   |
| 30                 | 12 maart 2017 14:30 't Kuipje Westerlo Ref:                                          | KVC Westerlo                                            | 0 - 4                               | Racing Genk                                            | Van Langendonck Apau, Heylen, Schuermans, Daems, Christensen Annys, Rommens, Hyland De Ceulaer, Ganvoula                                                  | 6' Schuermans 65' Van Langendonck 90' Rommens     |
| 30                 | 12 maart 2017 14:30 't Kuipje Westerlo Ref:                                          |                                                         | 0 - 1 0 - 2 0 - 3 0 - 4             | 7' Samatta 27' Buffel 62' Colley 90' Malinovsky        | Van Langendonck Apau, Heylen, Schuermans, Daems, Christensen Annys, Rommens, Hyland De Ceulaer, Ganvoula                                                  | 6' Schuermans 65' Van Langendonck 90' Rommens     |

#### Overzicht
| Speeldag  | 1 | 2  | 3  | 4  | 5  | 6  | 7  | 8  | 9  | 10 | 11 | 12 | 13 | 14 | 15 | 16 | 17 | 18 | 19 | 20 | 21 | 22 | 23 | 24 | 25 | 26 | 27 | 28 | 29 | 30 |
| --------- | - | -- | -- | -- | -- | -- | -- | -- | -- | -- | -- | -- | -- | -- | -- | -- | -- | -- | -- | -- | -- | -- | -- | -- | -- | -- | -- | -- | -- | -- |
| Resultaat | g | v  | v  | v  | v  | v  | v  | w  | w  | g  | g  | v  | v  | v  | v  | g  | g  | v  | v  | g  | w  | w  | v  | g  | w  | v  | v  | v  | g  | v  |
| Punten    | 1 | 1  | 1  | 1  | 1  | 1  | 1  | 4  | 7  | 8  | 9  | 9  | 9  | 9  | 9  | 10 | 11 | 11 | 11 | 12 | 15 | 18 | 18 | 19 | 22 | 22 | 22 | 22 | 23 | 23 |
| Positie   | 8 | 12 | 15 | 16 | 16 | 16 | 16 | 16 | 14 | 15 | 15 | 16 | 16 | 16 | 16 | 16 | 16 | 16 | 16 | 16 | 15 | 15 | 16 | 16 | 14 | 15 | 15 | 15 | 15 | 16 |

### Klassement
| Pos | Team              | Wed | W | G  | V  | Ptn | DV | DT | +/− |       |
| --- | ----------------- | --- | - | -- | -- | --- | -- | -- | --- | ----- |
| 10  | KV Kortrijk       | 30  | 8 | 7  | 15 | 31  | 38 | 54 | −16 | PO II |
| 11  | Sporting Lokeren  | 30  | 7 | 10 | 13 | 31  | 24 | 34 | −10 | PO II |
| 12  | KAS Eupen         | 30  | 8 | 6  | 16 | 30  | 40 | 64 | −24 | PO II |
| 13  | Waasland-Beveren  | 30  | 6 | 9  | 15 | 27  | 27 | 44 | −17 | PO II |
| 14  | Sint-Truidense VV | 30  | 8 | 6  | 16 | 30  | 35 | 48 | −13 | PO II |
| 15  | Excel Moeskroen   | 30  | 7 | 3  | 20 | 24  | 29 | 53 | −24 | PO II |
| 16  | KVC Westerlo      | 30  | 5 | 8  | 17 | 23  | 33 | 65 | −32 |       |

PO I: Play-off I, PO II: Play-off II, : Degradeert na dit seizoen naar Eerste Klasse B

## Beker van België
| Croky Cup                                       |              |         |            |                                                                                             |         |
| Wedstrijddetails                                | Thuisploeg   | Uitslag | Uitploeg   | Opstelling                                                                                  | Kaarten |
| 16e finale                                      |              |         |            |                                                                                             |         |
| 21 september 2016 20:30 't Kuipje Westerlo Ref: | KVC Westerlo | 0 - 1   | AFC Tubize | Van Hout Christensen, Daems, Heylen, Apau Hyland, Rommens, Henkens Lanini, Acolatse, Manias |         |
| 21 september 2016 20:30 't Kuipje Westerlo Ref: |              | 0 - 1   | 82' Diallo | Van Hout Christensen, Daems, Heylen, Apau Hyland, Rommens, Henkens Lanini, Acolatse, Manias |         |

2012/13 · 2013/14 · 2014/15 · 2015/16 · 2016/17 · 2017/18 · 2018/19 · 2019/20· 2020/21· 2021/22